# Sykies
Sykies este un fost oraș, actualmente o suburbie în Grecia.